# Soma Bay

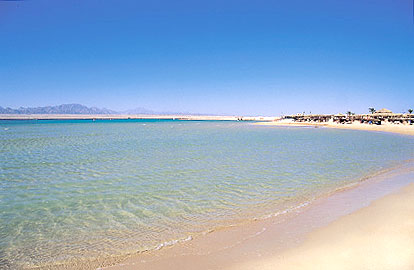
Soma Bay

Soma Bay (arabisch خليج سومة باي Chalīǧ Sōma Bāi ‚Sōma-Bay-Bucht‘) ist eine ägyptische Bucht sowie eine auf der Landzunge Ras Abu Soma (arabisch رأس أبو سومة Raʾs Abū Sōma ‚Abū-Sōma-Kap‘) und entlang der Bucht gelegene Tourismusdestination am Roten Meer. Sie liegt rund 50 Kilometer südlich von Hurghada und etwa 15 Kilometer nördlich von Safaga, gehört zum Bezirk Safaga im Gouvernement al-Bahr al-ahmar.
An der Soma Bay befinden sich mehrere Hotels, Kernstück ist das in sich geschlossene gleichnamige Resort auf der Halbinsel, die umgangssprachlich ebenfalls Soma Bay genannt wird. Die rund zehn Quadratkilometer große Halbinsel Ras Abu Soma ist etwa fünf Kilometer lang und zwei Kilometer breit. Sie war ursprünglich Lebensraum unter anderen von zahlreichen seltenen Vogelarten und von Schildkröten. Die touristischen Angebote des Resorts konzentrieren sich auf Sporttauchen, Golf, Windsurfen, Kitesurfen und Wellness.
Die strandnahen Korallenriffe in der Bucht sowie das Saumriff sind bekannt für ihre Artenvielfalt und werden regelmäßig von mehreren Tauchbooten angesteuert.

## Tourismus
An der Soma Bay befinden sich mehrere Hotels. Kernstück ist das in sich geschlossene Resort auf der Halbinsel Ras Abu Soma.

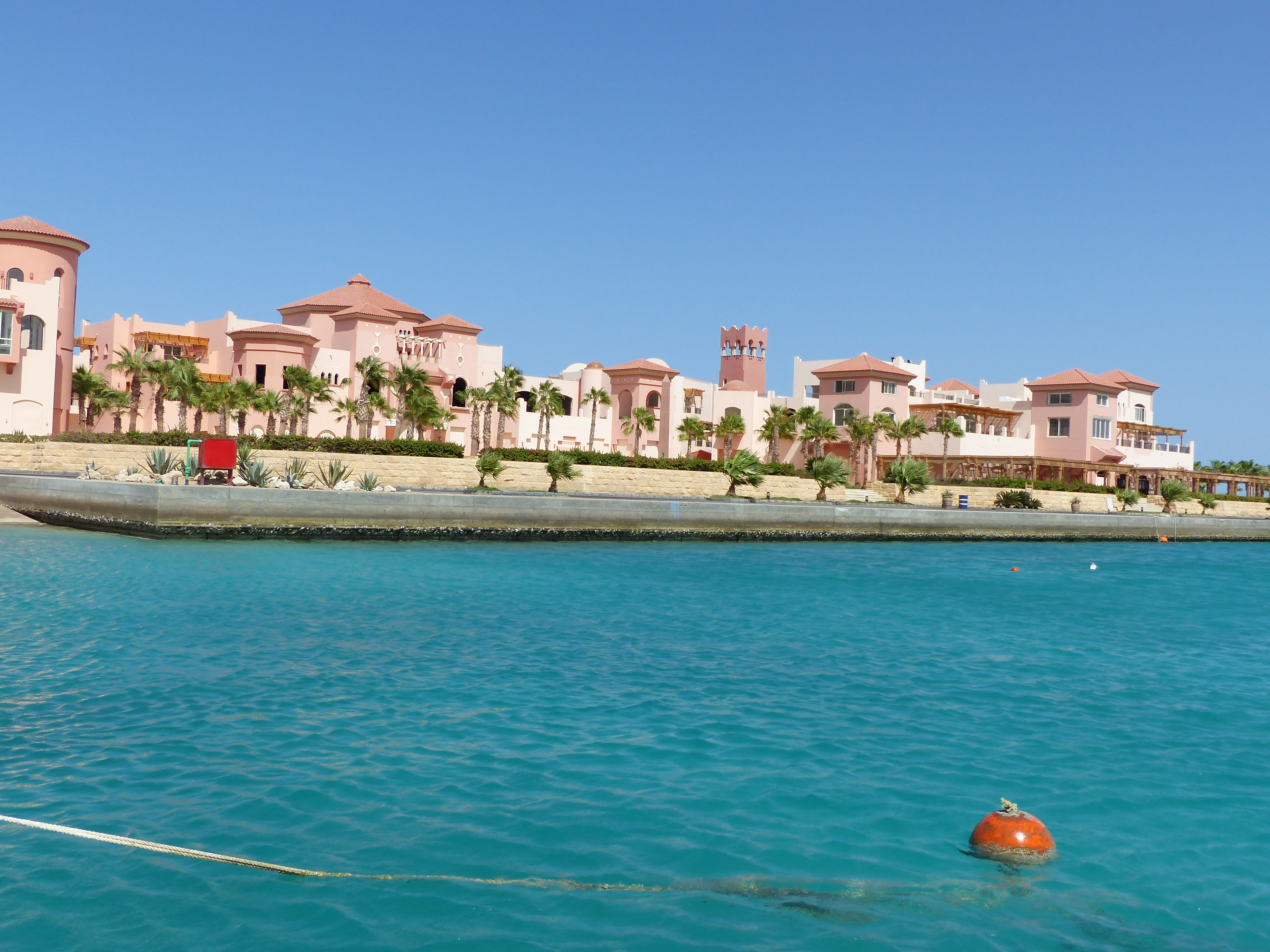
Marina Marsa Tubya

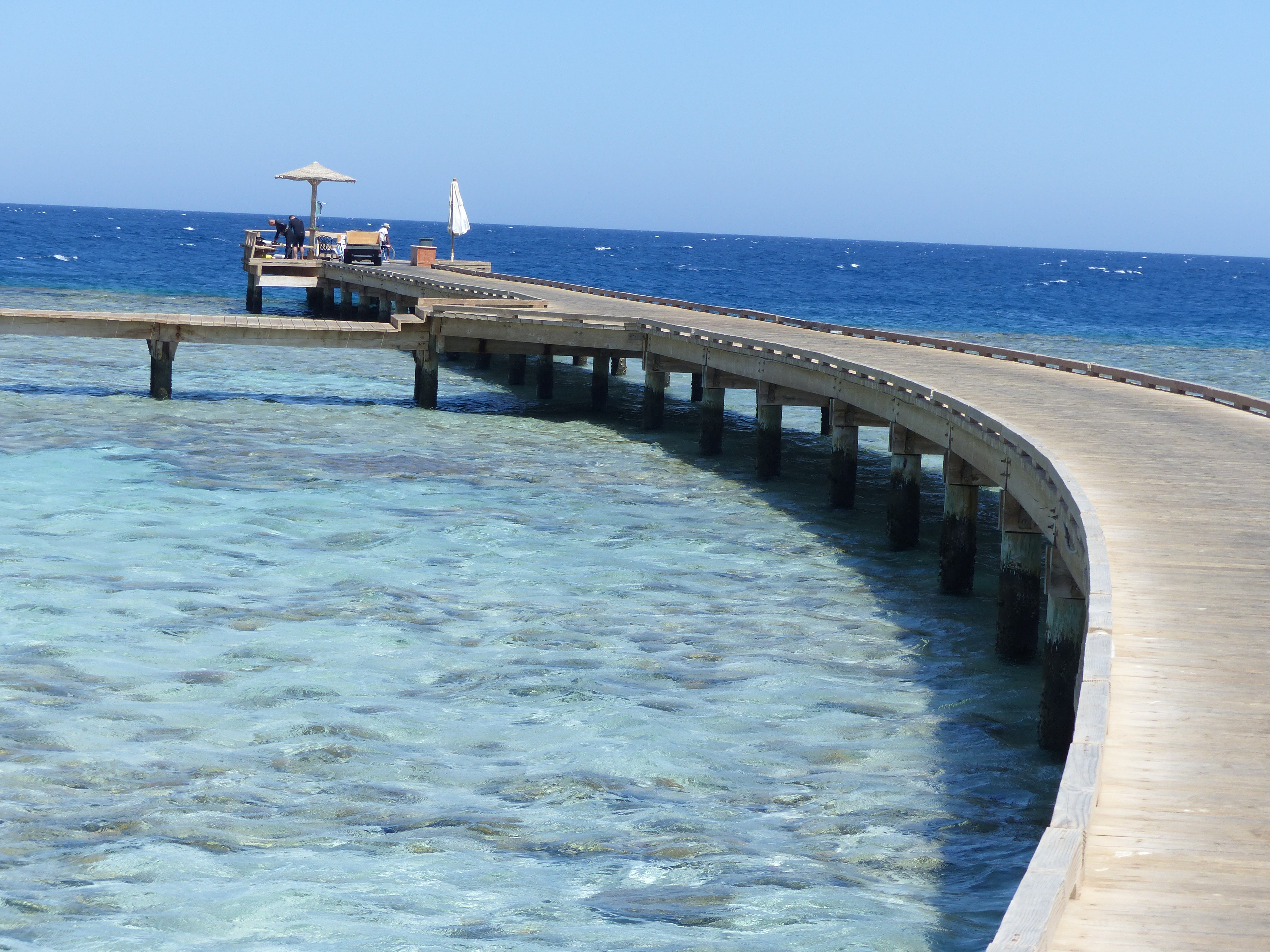
Steg über das Riffdach

Das ab 1996 errichtete Resort, durch die ägyptische Abu Soma Developing Company mit Sitz in Kairo entwickelt und erschlossen, besteht aus fünf für hohe bis höchste Ansprüche ausgelegte Hotels. Es verfügt über einen Yachthafen (Marsa Tubya, eröffnet in 2010), eine Kitesurf-Station, Tauchbasen und einen Golfplatz.
Eines der Hotels (The Breakers Diving & Surfing Lodge, vier Sterne, eröffnet 2010) wird von der ägyptischen Entwicklungsgesellschaft Abu Soma Developing Company betrieben. Zwei Fünf-Sterne-Hotels werden vom US-amerikanischen Unternehmen Starwood Hotels & Resorts unter den Marken Westin Hotels & Resorts (The Westin Soma Bay Golf Resort & Spa) und  Sheraton (Sheraton Soma Bay Resort) geführt. Jeweils ein Fünf-Sterne-Hotel wird von der europäischen Luxushotelkette Kempinski (Kempinski Hotel Soma Bay) und von der TUI-Tochtergesellschaft Robinson Club (Robinson Club Soma Bay) betrieben. Das neue Hotel SO INN Soma Bay Residences stellt das Konzept der ersten Apartments mit umfassendem Service in Soma Bay dar.
Dem The Westin angeschlossen ist das Wellness-Center The Cascades Spa & Thalasso Soma Bay sowie der vom südafrikanischen Profi-Golfspieler Gary Player konzipierte, anspruchsvolle 18-Loch-Golfplatz The Cascades einschließlich 9-Loch-Kurzplatz und Driving Range. Der Golfplatz ist u. a. ein Austragungsort des Turkish Airlines World Golf Cup (seit 2016) und nationaler Meisterschaften. Beide Einrichtungen stehen allen Gästen des Resorts offen.
Über einen 420 Meter langen Steg, der von der 2007 eröffneten Tauchbasis Orca Dive Club aus im Süden der Halbinsel über das Riffdach führt, ist die Außenkante des Saumriffs erreichbar. Von dort aus kann beispielsweise am sogenannten Hausriff getaucht oder geschnorchelt werden.
In der Bucht und entlang der Landzunge liegen mehrere Tauchspots, wie die Ras Abu Soma und Ras Abu Soma Garden genannten, die regelmäßig von diversen Tauchbooten angefahren werden.

## Infrastruktur
Strom wird durch ein lokales Kraftwerk erzeugt. Trinkwasser wird durch eine Meerwasserentsalzungsanlage gewonnen. Hierfür werden zwei unterschiedliche Technologien genutzt, herkömmliche Vakuum-Verdunstung und die wesentlich modernere Umkehrosmose. Abwässer werden vor Ort geklärt und zur Pflanzenbewässerung genutzt. Am nördlichen Rand der Halbinsel gibt es eine Tankstelle.
Die Halbinsel ist durch eine sieben Kilometer lange Privatstraße von der Küstenfernverkehrsstraße 24 aus erreichbar. Der Flughafen Hurghada liegt 45 Kilometer entfernt (etwa 60 Kilometer bzw. 70 Minuten via Straße).